# El Refugio, Tlajomulco de Zúñiga
El Refugio är en ort i Mexiko.   Den ligger i kommunen Tlajomulco de Zúñiga och delstaten Jalisco, i den centrala delen av landet, 400 km väster om huvudstaden Mexico City. El Refugio ligger 1 525 meter över havet och antalet invånare är 869.
Terrängen runt El Refugio är en högslätt. Runt El Refugio är det ganska tätbefolkat, med 222 invånare per kvadratkilometer. Närmaste större samhälle är Guadalajara, 18,9 km nordväst om El Refugio. I omgivningarna runt El Refugio växer huvudsakligen savannskog.